# Sevenair Air Services
Sevenair Air Services колишня AeroVip — регіональна португальська авіакомпанія зі штаб-квартирою у місті Кашкайш, що неподалік Лісабона.

## Загальні відомості
Авіакомпанія виконує роботу у наступних напрямках:
- регулярні та чартерні регіональні перевезення (Іспанія та всередині країни).
- перевезення малогабаритних вантажів у важкодоступні райони.
- навчання, тренування та продовження ліцензій пілотів.

## Маршрутна мережа
Португалія
- Браганса - Міжнародний аеропорт Браганса
- Віла-Реал - Аеропорт Віла-Реал
- Лісабон - Міжнародний аеропорт «Портела»
- Ковільян - Аеропорт Ковільян - чартер
- Коімбра - Аеропорт Коімбра - чартер
- Портіман - Аеропорт Портіман - чартер

 Іспанія
- Севілья - Аеропорт Севілья

Рейси до інших напрямків виконуються за замовленням клієнта.

## Флот
У травні 2010 року повітряний флот Aero VIP складали такі літаки:
| Тип                    | Кількість | Реєстраційні номери    |
| ---------------------- | --------- | ---------------------- |
| Dornier Do 228         | 2         | CS-AYT, CS-TGG         |
| Shorts 360             | 1         | CS-TLJ                 |
| Cessna 421             | 1         | G-BBUJ                 |
| Piper PA-31 Navajo     | 1         | CS-DCF                 |
| Rockwell Commander 112 | 1         | CS-DBH                 |
| Cessna 210 Centurion   | 2         | D-EBAM, CS-AOD         |
| Extra 300              | 1         | D-EMCK                 |
| Cessna 172             | 3         | D-EGJD, CS-AHX, CS-AHQ |
| Cessna 182 Skylane     | 1         | CS-AKX                 |
| Socata TB              | 1         | CS-DDT                 |
| Cessna 150             | 1         | CS-ADF                 |
| Rallye MS880B          | 1         | CS-DIS                 |
| Tecnam P92             | 1         | CS-UPG                 |

## Інциденти та катастрофи
2 грудня 2010 року літак Dornier Do-228 авіакомпанії AeroVIP при заході на посадку в аеропорт Браганси о 17.20 за місцевим часом в умовах снігопаду та туману зачепив лінію електропередач, після чого літак здійснив успішну посадку. У результаті інциденту без електрики на дві години лишилося 2000 споживачів. На борту літака пошкоджень та травмованих не було.